# Communoporus cephalonephridialis
Communoporus cephalonephridialis är en djurart som tillhör fylumet slemmaskar, och som först beskrevs av Friedrich 1940.  Communoporus cephalonephridialis ingår i släktet Communoporus och familjen Amphiporidae. Inga underarter finns listade i Catalogue of Life.